# پیپلز یونایتد
پیپلز یونایتد (انگلیسی: People's United) شرکت خدمات مالی آمریکایی است، که در سال ۱۸۴۲ تأسیس شد.